# CUSトリノ・ラグビー
チェントロ・ウニヴェルシタリオ・スポルティーヴォ・トリノ・ラグビー（伊: Centro Universitario Sportivo Torino Rugby）は、イタリアのピエモンテ州トリノに本拠地を置くラグビーユニオンクラブである。スタジアムはチェントロ・スポルティーヴォ・アンジェロ・アルボニコ。

## 概要
1928年創設。
1960年代までに国内リーグで6回、コッパ・イタリアで1回の準優勝を記録しているが、主要タイトルは獲得していない。2022-23シーズンは、63シーズンぶりにトップ10（1部リーグ）に昇格した。
チームカラーは白と青。エンブレムはトリノの市章にも描かれている金色の雄牛がモチーフ。ホームスタジアムのアンジェロ・アルボニコはトリノ市に隣接したグルリアスコに所在している。

## 歴史
1928年、GUFトリノ（GUF: Gruppi Universitari Fascisti）のラグビーチームとして創設。
ディヴィジオーネ・ナツィオナーレには、リーグ創設2年目の1929-30シーズンから、第二次世界大戦により中断される直前の1942-43シーズンまで14年間在籍し続けた。この間、決勝に5回進出したが、いずれもアマトーリ・ミラノに敗れ準優勝に終わった。
第二次世界大戦後、全国のGUFは総合スポーツクラブCUSI（Centro Universitario Sportivo Italiano）に改組された。これに伴い、旧GUFトリノのラグビーチームは、1951年にCUSトリノのラグビーチームとして再出発することになった。下位リーグでのプレーが5シーズン続いた後、1956-57シーズンからセリエA復帰を果たした。
セリエA昇格初年度の1956-57シーズンにプレーオフ決勝進出を果たしたが、ホーム・アンド・アウェー方式の決勝戦でラグビー・パルマに1引き分け・1敗で敗れ、GUFトリノ時代から通算6回目の準優勝となった。セリエAで4シーズンを過ごした後、1959-60シーズンを最後にセリエBに降格した。
1966-67シーズンに開催された第1回コッパ・イタリアでは、ペトラルカ、ロヴィーゴ、アマトーリ・ミラノなどに勝利して決勝に進出したが、決勝でCUSローマに敗れ準優勝となった。
その後は低迷し、長らく下位リーグでのプレーを余儀なくされる。
2000年代に入るとチーム再建に向けて動き出し、2010年代の後半以降はセリエAに定着するようになった。
2021-22シーズンのセリエAで優勝を果たし、昇格プレーオフも制したことでトップ10昇格を決めた。
2022-23シーズンは、1959-60シーズン以来、63シーズンぶりとなるトップ10（1部リーグ）復帰を果たした。

## タイトル
- 2022年8月現在

### 国内タイトル
- スクデット（リーグ戦）
  - 準優勝 6回（1936, 1938, 1939, 1941, 1943, 1957）
- コッパ・イタリア（カップ戦）
  - 準優勝 1回（1967）